# DNPH-Verfahren
Das DNPH-Verfahren ist ein Messverfahren zur Bestimmung von Aldehyden und Ketonen in Luft und Abgasen. Das diskontinuierliche Verfahren wird zur Immissions- und Emissionsmessung eingesetzt.

## Aufbau, Verfahren und Einsatz
Für die Bestimmung von flüchtigen Aldehyden und Ketonen werden diese mit Dinitrophenylhydrazin (DNPH) zur Reaktion gebracht. Dies kann entweder durch Absorption in einer DNPH-haltigen sauren Lösung (Gaswaschflaschen-Methode) oder durch Adsorption an einem mit DNPH belegten Adsorbens (Kartuschen-Methode) erfolgen.
Bei beiden Methoden können die entstehenden 2,4-Dinitrophenylhydrazone im Anschluss mit Hochleistungsflüssigkeitschromatographie und UV-Detektion einzeln bestimmt werden. Bei der Gaswaschflaschen-Methode kann die Absorptionslösung direkt analysiert werden, bei der Kartuschen-Methode ist noch eine Elution mit Acetonitril notwendig.
Bei der Bestimmung von Aldehyden und Ketonen in der Innenraumluft wird ein Passivsammler eingesetzt. Dieser ist mit Zellulosepapier versehen, das mit Silikagel überzogen ist. Das Silikagel ist mit DNPH und Phosphorsäure belegt. Wie bei der Kartuschen-Methode erfolgt nach der Probenahme eine  Elution mit Acetonitril mit nachfolgender Hochleistungsflüssigkeitschromatographie.
Im Ringversuch lieferten das DNPH-Verfahren und das mit 3-Methyl-2-benzothiazolinonhydrazon arbeitende MBTH-Verfahren gleichwertige Ergebnisse. Im Vergleich zum MBTH-Verfahren ist das DNPH-Verfahren selektiv bezüglich der Einzelkomponenten.
Das DNPH-Verfahren wurde mit der Norm ISO 16000 Teil 4 sowie den VDI-Richtlinien VDI 3862 Blatt 2, Blatt 3 und Blatt 7 standardisiert. Es wird unter anderem in der Emissionsmessung bei Feuerungsanlagen und Verbrennungsmotoren eingesetzt.
Ist in den Emissionen Urotropin enthalten, wird ein zu hoher Gehalt an Formaldehyd detektiert. In diesem Fall ist auf eine andere Methode auszuweichen.